# Jameneć
Jameneć (ukr. Яменець) – wieś na Ukrainie, w obwodzie żytomierskim, w rejonie zwiahelskim, w hromadzie Emilczyn. W 2001 liczyła 123 mieszkańców.